# Carlos Romeu
Carlos Romeu Müller (17. Mai 1948, Barcelona – 24. Juli 2021, Madrid), bekannt unter dem Namen Romeu, war ein spanischer Karikaturist und Autor.

## Leben
Romeu war der Sohn eines katalanischen Vaters und einer französischen Mutter. Ein Studium zur Ausbildung als Handelslehrer brach er ab. Auch das Studium der angewandten Kunst, das er stattdessen aufnahm, führte er nicht zum Abschluss.
1972 erschien sein erster Comic in der Zeitschrift Nueva Dimensión. Seitdem erschienen seine Veröffentlichungen in rund siebzig verschiedenen Medien. Er war Mitgründer verschiedener Satire- und Humorzeitschriften wie El Jueves, Mata Ratos, Nacional Show und der zweiten Staffel von Muchas Gracias. Ab 1976 zeichnete er für El País und dessen Sonntagsmagazin, des Weiteren für die Zeitschriften Muy Interesante, Triunfo, Interviú und den Playboy. Er ist Autor von 12 Comicbänden und zwei Romanen. In Spanien besonders bekannt ist Miguelito. Die humoristischen Zeichnungen um diese Figur erschienen von 1976 bis 2009 in El País und von 1984 bis 1997 als Serie von sieben Buchausgaben.
2013 erschien seine Autobiografie Ahora que aún me recuerdo de todo (o casi). Darin zeichnete er einen Bilderbogen der spanischen Geschichte der letzten Dekaden und lässt Personen wie El Perich, Manuel Vázquez Montalbán, Enrique Tierno Galván, Chumy Chúmez, Narcís Serra, Juan Luis Cebrián und Jordi Pujol Revue passieren. In vielen Anekdoten erzählt das Buch von den Widrigkeiten während der Transition in Spanien, dem Übergang von der Franco-Diktatur zur Demokratie, und den häufigen Anklagen wegen unbotmäßiger Meinungen. Sehr direkt und mit schwarzem Humor beschreibt es auch seine angegriffene Gesundheit.
2015 übersetzte Romeu die Ausgabe Nummer 1.178 von Charlie Hebdo ins Spanische, die sich dem Anschlag auf das französische Magazin eine Woche zuvor widmete.
Romeu war mit Isabelle Joaquinet verheiratet.

## Rezeption
La Vanguardia bezeichnete ihn als einer der führenden Köpfe unter den Karikaturisten, die eine maßgebliche Rolle bei der spanischen Transition spielten und sich dabei mancherlei Unbill aussetzten.
Jacinto Antón schrieb in El País, Romeu habe einen zarten ironischen Humor besessen, sei aber auch eine Kämpfernatur gewesen, dem die Meinungsfreiheit heilig gewesen sei und der mitunter über die Stränge geschlagen habe. Dies habe ihm auch vermeidbaren Ärger eingebracht, beispielsweise mit dem israelischen Botschafter und der Federación de comunidades judías in Spanien, die Romeus pro-palästinensische Comics als antisemitisch anprangerten.
Die Zeitschrift El Jueves würdigte ihren Mitbegründer in einem Nachruf auf Twitter:

«Descanse en paz Romeu, fundador de El Jueves junto a TOM y JL Martín. Nos deja un maestro del humor gráfico, padre también de personajes como Betty y Miguelito.
Un abrazo, compañero, allá donde estés.»

„Ruhe in Frieden Romeu, Gründer von El Jueves gemeinsam mit TOM und JL Martín. Ein Meister des grafischen Humors verlässt uns, Vater auch von Figuren wie Betty und Miguelito.
Eine Umarmung, Genosse, wo immer du sein magst.“

## Veröffentlichungen
- Los hijos de su madre. Sedmay. 1976. ISBN 978-8473800921.
- Hijos sin padre. Planeta. 1978. ISBN 978-84-320-4129-7.
- La familia que se odia unida permanece unida. El Jueves. 1979.
- Como fabricar un best-seller . Planeta. 1981. ISBN 978-84-85607-08-2.
- Mi amigo el champán. Oh Sauce Editorial. 1982.
- El País de Miguelito. Planeta. 1984. ISBN 978-8432046209.
- Historias de Miguelito. El Jueves. 1984.
- Manual del Ocio. Círculo de Lectores. 1984. ISBN 9788422617099.
- Miguelito y yo. El Jueves. 1986.
- Miguelito. Plaza y Janés. 1988. ISBN 978-84-01-37319-0.
- Miguelito II. Plaza y Janés. 1989. ISBN 978-84-01-37365-7.
- Gracias por su colaboración. Once. 1989.
- Lo mejor de Romeu. Temas de hoy. 1993. ISBN 978-84-7880-235-7
- Vivo sin vivir en mi. Aguilar. 1997. ISBN 978-84-03-59676-4
- Tristán en Egipto. SM. 1998. ISBN 978-84-348-6091-9.
- Llamadme Federico. SM. 2000. ISBN 978-84-348-7787-0.
- Tristán en Yucatán. SM. 2002. ISBN 978-84-348-8687-2.
- Tristán en Escocia. SM. 2003. ISBN 978-84-348-6091-9.
- Diez palmos serán uno. Diagonal. 2003. ISBN 978-8497620680.
- Desacustumari Catalá. Edicions 62. 2003. ISBN 978-8429752526.
- Tristán en París. SM. 2004. ISBN 978-8467502008.
- Historia del enema. Casen. 2004. ISBN 978-8495552129.
- Sin tregua. Planeta-Oxford. 2005. ISBN 978-8496336674.
- Los lápices mágicos. SM. 2005. ISBN 978-8467505221.
- Hugo el domador. Alfaguara. 2005. ISBN 978-8420469317.
- Hugo va de pesca. Alfaguara. 2005. ISBN 978-8420469829.
- Vicente ya es valiente. SM. 2006. ISBN 9788467512052.
- Berto lo ve claro. McMillan. 2007. ISBN 9788479421304
- Ahora que aún me acuerdo de todo (o casi)... Astiberri. 2012. ISBN 978-84-15163-91-6.
- Yo, Perro. Astiberri. 2015. ISBN 978-84-16251-15-5.